# Wereldkampioenschap superbike van Portimão 2018
Het wereldkampioenschap superbike van Portimão 2018 was de tiende ronde van het wereldkampioenschap superbike en de negende ronde van het wereldkampioenschap Supersport 2018. De races werden verreden op 15 en 16 september 2018 op het Autódromo Internacional do Algarve nabij Portimão, Portugal.

## Superbike

### Race 1
| Pos | Nr | Rijder                | Constructeur | Rondes | Tijd        | Grid | Punten |
| --- | -- | --------------------- | ------------ | ------ | ----------- | ---- | ------ |
| 1   | 1  | Jonathan Rea          | Kawasaki     | 20     | 34:22.331   | 2    | 25     |
| 2   | 33 | Marco Melandri        | Ducati       | 20     | +1.575      | 3    | 20     |
| 3   | 60 | Michael van der Mark  | Yamaha       | 20     | +4.215      | 5    | 16     |
| 4   | 7  | Chaz Davies           | Ducati       | 20     | +10.760     | 14   | 13     |
| 5   | 66 | Tom Sykes             | Kawasaki     | 20     | +12.911     | 6    | 11     |
| 6   | 76 | Loris Baz             | BMW          | 20     | +19.685     | 8    | 10     |
| 7   | 81 | Jordi Torres          | MV Agusta    | 20     | +21.974     | 9    | 9      |
| 8   | 54 | Toprak Razgatlıoğlu   | Kawasaki     | 20     | +24.855     | 10   | 8      |
| 9   | 21 | Michael Ruben Rinaldi | Ducati       | 20     | +30.302     | 11   | 7      |
| 10  | 22 | Alex Lowes            | Yamaha       | 20     | +32.408     | 12   | 6      |
| 11  | 36 | Leandro Mercado       | Kawasaki     | 20     | +32.875     | 16   | 5      |
| 12  | 68 | Yonny Hernández       | Kawasaki     | 20     | +39.178     | 17   | 4      |
| 13  | 45 | Jacob Gagne           | Honda        | 20     | +44.028     | 15   | 3      |
| 14  | 40 | Román Ramos           | Kawasaki     | 20     | +56.896     | 19   | 2      |
| DNF | 99 | P.J. Jacobsen         | Honda        | 16     | Uitgevallen | 18   |        |
| DNF | 32 | Lorenzo Savadori      | Aprilia      | 11     | Ongeluk     | 4    |        |
| DNF | 96 | Jakub Smrž            | Yamaha       | 11     | Ongeluk     | 20   |        |
| DNF | 2  | Leon Camier           | Honda        | 10     | Uitgevallen | 13   |        |
| DNF | 50 | Eugene Laverty        | Aprilia      | 0      | Ongeluk     | 1    |        |
| DNF | 12 | Javier Forés          | Ducati       | 0      | Ongeluk     | 7    |        |

### Race 2
| Pos | Nr | Rijder                | Constructeur | Rondes | Tijd           | Grid | Punten |
| --- | -- | --------------------- | ------------ | ------ | -------------- | ---- | ------ |
| 1   | 1  | Jonathan Rea          | Kawasaki     | 20     | 34:25.661      | 2    | 25     |
| 2   | 60 | Michael van der Mark  | Yamaha       | 20     | +1.189         | 5    | 20     |
| 3   | 33 | Marco Melandri        | Ducati       | 20     | +2.813         | 3    | 16     |
| 4   | 7  | Chaz Davies           | Ducati       | 20     | +4.594         | 14   | 13     |
| 5   | 66 | Tom Sykes             | Kawasaki     | 20     | +4.834         | 6    | 11     |
| 6   | 32 | Lorenzo Savadori      | Aprilia      | 20     | +11.417        | 4    | 10     |
| 7   | 50 | Eugene Laverty        | Aprilia      | 20     | +11.732        | 1    | 9      |
| 8   | 21 | Michael Ruben Rinaldi | Ducati       | 20     | +12.507        | 11   | 8      |
| 9   | 76 | Loris Baz             | BMW          | 20     | +12.741        | 8    | 7      |
| 10  | 12 | Javier Forés          | Ducati       | 20     | +18.973        | 7    | 6      |
| 11  | 22 | Alex Lowes            | Yamaha       | 20     | +20.244        | 12   | 5      |
| 12  | 45 | Jacob Gagne           | Honda        | 20     | +20.943        | 15   | 4      |
| 13  | 81 | Jordi Torres          | MV Agusta    | 20     | +23.395        | 9    | 3      |
| 14  | 2  | Leon Camier           | Honda        | 20     | +31.216        | 13   | 2      |
| 15  | 36 | Leandro Mercado       | Kawasaki     | 20     | +32.183        | 16   | 1      |
| 16  | 68 | Yonny Hernández       | Kawasaki     | 20     | +33.076        | 17   |        |
| 17  | 99 | P.J. Jacobsen         | Honda        | 20     | +45.173        | 18   |        |
| DNF | 96 | Jakub Smrž            | Yamaha       | 13     | Uitgevallen    | 20   |        |
| DNF | 54 | Toprak Razgatlıoğlu   | Kawasaki     | 12     | Ongeluk        | 10   |        |
| DNF | 40 | Román Ramos           | Kawasaki     | 9      | Schade ongeluk | 19   |        |

## Supersport
De race werd afgebroken na 16 ronden vanwege een crash tussen Borja Quero en Rob Hartog. De race werd niet herstart. Hartog werd gediskwalificeerd voor zijn aandeel in de crash. Quero werd niet geklasseerd omdat hij niet binnen vijf minuten na de rode vlag de pitstraat binnenreed.
| Pos | Nr  | Rijder                | Constructeur | Rondes | Tijd              | Grid | Punten |
| --- | --- | --------------------- | ------------ | ------ | ----------------- | ---- | ------ |
| 1   | 144 | Lucas Mahias          | Yamaha       | 16     | 28:12.829         | 1    | 25     |
| 2   | 64  | Federico Caricasulo   | Yamaha       | 16     | +2.921            | 2    | 20     |
| 3   | 111 | Kyle Smith            | Honda        | 16     | +8.705            | 7    | 16     |
| 4   | 3   | Raffaele De Rosa      | MV Agusta    | 16     | +9.120            | 5    | 13     |
| 5   | 21  | Randy Krummenacher    | Yamaha       | 16     | +12.502           | 6    | 11     |
| 6   | 11  | Sandro Cortese        | Yamaha       | 16     | +23.340           | 3    | 10     |
| 7   | 38  | Hannes Soomer         | Honda        | 16     | +25.526           | 10   | 9      |
| 8   | 86  | Ayrton Badovini       | MV Agusta    | 16     | +26.708           | 8    | 8      |
| 9   | 36  | Thomas Gradinger      | Yamaha       | 16     | +27.925           | 15   | 7      |
| 10  | 78  | Hikari Okubo          | Kawasaki     | 16     | +27.930           | 9    | 6      |
| 11  | 98  | Héctor Barberá        | Kawasaki     | 16     | +32.783           | 13   | 5      |
| 12  | 81  | Luke Stapleford       | Yamaha       | 16     | +34.551           | 12   | 4      |
| 13  | 70  | Miquel Pons           | Kawasaki     | 16     | +43.344           | 22   | 3      |
| 14  | 74  | Jaimie van Sikkelerus | Honda        | 16     | +47.128           | 16   | 2      |
| 15  | 88  | Christian Stange      | Kawasaki     | 16     | +48.194           | 24   | 1      |
| 16  | 49  | Sam Hornsey           | Triumph      | 16     | +56.357           | 20   |        |
| 17  | 34  | Ezequiel Iturrioz     | Kawasaki     | 16     | +1:00.797         | 25   |        |
| 18  | 50  | Kengo Nagao           | Kawasaki     | 16     | +1:01.017         | 26   |        |
| 19  | 15  | Alfonso Coppola       | Yamaha       | 16     | +1:01.034         | 21   |        |
| NC  | 39  | Borja Quero           | Yamaha       | 16     | +34.226           | 14   |        |
| DNF | 77  | Wayne Tessels         | Kawasaki     | 16     | Uitgevallen       | 18   |        |
| DNF | 6   | Corentin Perolari     | Yamaha       | 13     | Uitgevallen       | 11   |        |
| DNF | 10  | Nacho Calero          | Kawasaki     | 12     | Uitgevallen       | 23   |        |
| DNF | 12  | Alex Murley           | Honda        | 10     | Ongeluk           | 28   |        |
| DNF | 75  | Ivo Lopes             | Yamaha       | 7      | Uitgevallen       | 27   |        |
| DNF | 56  | Péter Sebestyén       | Honda        | 5      | Ongeluk           | 17   |        |
| DNF | 16  | Jules Cluzel          | Yamaha       | 1      | Ongeluk           | 4    |        |
| DSQ | 47  | Rob Hartog            | Kawasaki     | 16     | Gediskwalificeerd | 19   |        |
| DNS | 84  | Loris Cresson         | Yamaha       | 0      | Niet gestart      |      |        |

## Tussenstanden na wedstrijd

### Superbike
| Pos | Nr | Rijder               | Team     | Punten |
| --- | -- | -------------------- | -------- | ------ |
| 1   | 1  | Jonathan Rea         | Kawasaki | 420    |
| 2   | 7  | Chaz Davies          | Ducati   | 304    |
| 3   | 60 | Michael van der Mark | Yamaha   | 284    |
| 4   | 66 | Tom Sykes            | Kawasaki | 240    |
| 5   | 33 | Marco Melandri       | Ducati   | 229    |

### Supersport
| Pos | Nr  | Rijder              | Team   | Punten |
| --- | --- | ------------------- | ------ | ------ |
| 1   | 11  | Sandro Cortese      | Yamaha | 148    |
| 2   | 16  | Jules Cluzel        | Yamaha | 133    |
| 3   | 144 | Lucas Mahias        | Yamaha | 128    |
| 4   | 21  | Randy Krummenacher  | Yamaha | 127    |
| 5   | 64  | Federico Caricasulo | Yamaha | 124    |

2008 · 2009 · 2010 · 2011 · 2012 · 2013 · 2014 · 2015 · 2017 · 2018 · 2019 · 2020 · 2021 · 2022 · 2023 · 2024 · 2025